# Грибняк, Виталий Васильевич
Вита́лий Васи́льевич Грибня́к (18 февраля 1929, Свердловск — 2 августа 2006, там же) — советский тренер по боксу, подготовивший более тридцати мастеров спорта и одного мастера спорта международного класса Алексея Пряничникова, за что удостоен звания заслуженного тренера РСФСР. Судья республиканской категории.

## Биография
Родился 18 февраля 1929 года в Свердловске. Во время Великой Отечественной войны в возрасте тринадцати лет пошёл работать на местный оборонный завод, на токарном станке обрабатывал корпуса снарядов для систем полевой реактивной артиллерии. В 1945 году в качестве добровольца отправился восстанавливать разрушенные промышленные предприятия на Донбассе.
Вскоре вернулся в Свердловск, трудоустроился и одновременно с работой проходил обучение в школе рабочей молодёжи. Тогда же начал активно заниматься боксом в секции Свердловского окружного дома офицеров. Первое время проходил подготовку под руководством тренера Юрия Савинова, позже присоединился к добровольному спортивному обществу «Динамо» и стал подопечным заслуженного тренера СССР Льва Михайловича Вяжлинского. Был призёром первенств РСФСР среди юниоров и взрослых спортсменов, однако оставался действующим боксёром не долго, решив посвятить себя тренерскому делу.
Окончив Свердловский техникум физической культуры и заочно Омский государственный институт физической культуры, занялся тренерской деятельностью — в разные годы тренировал детей в боксёрских секциях «Спартака», «Юности», «Динамо», «Локомотива». За долгие годы в качестве тренера подготовил большое число боксёров, получивших спортивные разряды, более тридцати мастеров спорта. В числе его воспитанников призёры первенств РСФСР Иван Ипполитов, Владимир Городничев, известные тренеры Олег Меньшиков, Вадим Рыбников и др. Один из самых известных его учеников мастер спорта международного класса Алексей Пряничников является чемпионом мира и Европы среди юниоров — за подготовку этого спортсмена в 1985 году Грибняк был удостоен почётного звания «Заслуженный тренер РСФСР». В общей сложности проработал на тренерском поприще более 50 лет. Участвовал в боксёрских турнирах в качестве судьи республиканской категории. Награждён почётным знаком «За заслуги в развитии физической культуры и спорта».
Умер 2 августа 2006 года в Екатеринбурге в возрасте 77 лет. Похоронен на Широкореченском кладбище.